# MAGI9 PLAYLAND
『MAGI9 PLAYLAND』（マジック・プレイランド）は、9nineの5枚目のスタジオ・アルバム。2014年6月18日にSME Recordsから発売された。

## 概要
前作「CUE」から1年3か月ぶりとなるアルバム。『通常盤』のほか、特典としてシングル3曲のミュージック・ビデオと、2014年3月に開催され、西脇とあ～ちゃん（Perfume）の姉妹が初の共演を果たした『Perfume FES!! 2014』での模様を収録したDVDと2枚組の『初回生産限定盤A』、フォトブックレット付の『初回生産限定盤B』の3形態で発売された。
楽曲面では、「9nine」「CUE」等の作品と打って変わり『バラエティーに富まない』というコンセプトの基、「Re:」「With You/With Me」等の所謂『ダンス・ミュージック』中心に構成された。
アートワークは『宇宙』や『銀河』といったフレーズをキーワードに、サイケデリックな極彩色が全面に押し出されたパンチの強いものとなっている。

## 収録曲
1. Re: [4:56]
作詞・作曲：OZO
編曲：遠山輔・101
2. Forget-U-not [4:19]
作詞・作曲：OZO
編曲：江口亮
ストリングスアレンジ：石塚徹
3. With You/With Me [4:39]
作詞・作曲：OZO
編曲：遠山輔
4. THE MAGI9AL FES. [3:49]
作詞・作曲：101
編曲：101・中村タイチ
5. out of the blue [4:29]
作詞・作曲：OZO
編曲：遠山輔
6. 9uestions [3:46]
作詞・作曲：101
編曲：101・中村タイチ
7. ATASHI≒WATASHI [4:06]
作詞・作曲：OZO
編曲：トオミヨウ
8. NeXT to FUTURE [3:24]
作詞・作曲：OZO
編曲：RYOTARO
9. LOVE VAMPIRE [3:41]
作詞・作曲：OZO
編曲：遠山輔
10. To be continued... [3:19]
作詞・作曲：OZO
編曲：トオミヨウ
11. 【fu:】 [3:23]
作詞・作曲：OZO
編曲：RYOTARO
12. D.N.A. [4:13]
作詞・作曲：101
編曲：トオミヨウ
13. Evolution No.9 [3:57]
作詞・作曲：101
編曲：101・中村タイチ
14. ALGORITHM+LOVE [3:32]
作詞・作曲：101
編曲：101・中村タイチ・江口亮
15. Prism Drops & Falls [4:19]
作詞・作曲：101
編曲：101・中村タイチ

Bonus track
1. With You/With Me（Album Ver.） [4:41]
編曲：遠山輔

## 初回特典
初回生産限定盤A
- DVD
  1. MUSIC VIDEO
    1. Evolution No.9 (Music Video)
監督：ムラカミタツヤ / 振付：suzuyaka
    2. Re: (Music Video)
監督：二宮"NINO"大輔 / 振付：CHEW & CEEEEESE CAKE
    3. With You/With Me (Music Video)
監督：二宮"NINO"大輔 / 振付：CHEW & CEEEEESE CAKE

  2. 『Perfume FES!! 2014』 “Perfume × 9nine” Special Collaboration Live DVD
    1. スパイス
    2. SHINING☆STAR
    3. Puppy love（1Chorus）

これらの映像は9nine Versionとなっており、同年7月に発売されるPerfumeのシングル『Cling Cling』完全生産限定盤のDVDと連動した内容になっている。

初回生産限定盤B
- 24Pフォトブックレット

各種共通の特典（初回特典）
- 各メンバーソロアナザージャケット（ランダム封入・全5種）
- 『9nine Dream Live in 武道館』特別先行受付封入